# Burton's Gentleman's Magazine

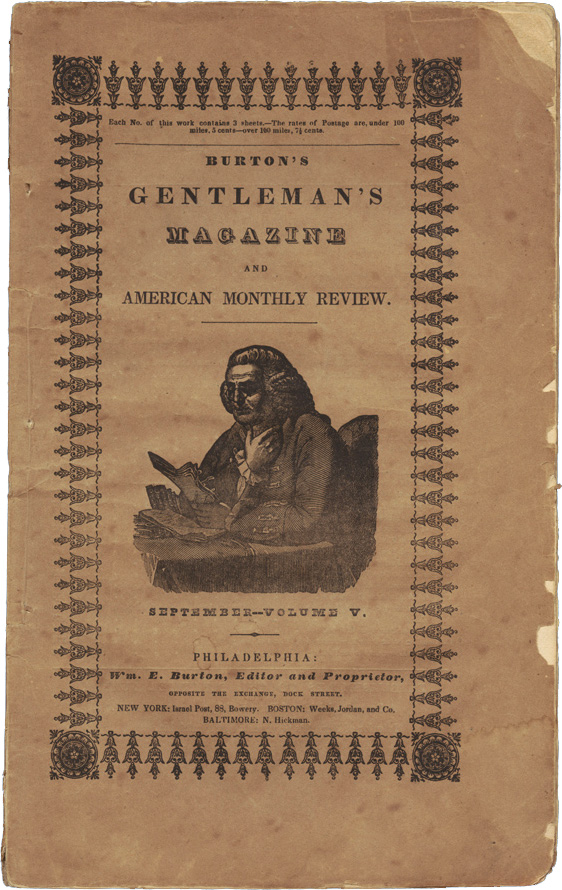
Número de septiembre de 1839 de la revista Burton's Gentleman's Magazine, conteniendo la primera edición de "La caída de la casa Usher".

Burton's Gentleman's Magazine [Revista para caballeros de Burton], o, simplificadamente, Burton's Magazine, fue una publicación literaria estadounidense editada en Filadelfia, en el período 1837-1841. Fue fundada por William Evans Burton, inmigrante inglés en los Estados Unidos que también dirigía un teatro y era actor aficionado.

## Descripción
La revista publicaba poemas, narraciones y ensayos, haciendo hincapié en la vida deportiva: la navegación, la caza, el cricket, etc. Para competir con otras revistas de la época, Burton's incluía muchas ilustraciones y un papel más grueso de lo normal.

### Edgar Allan Poe

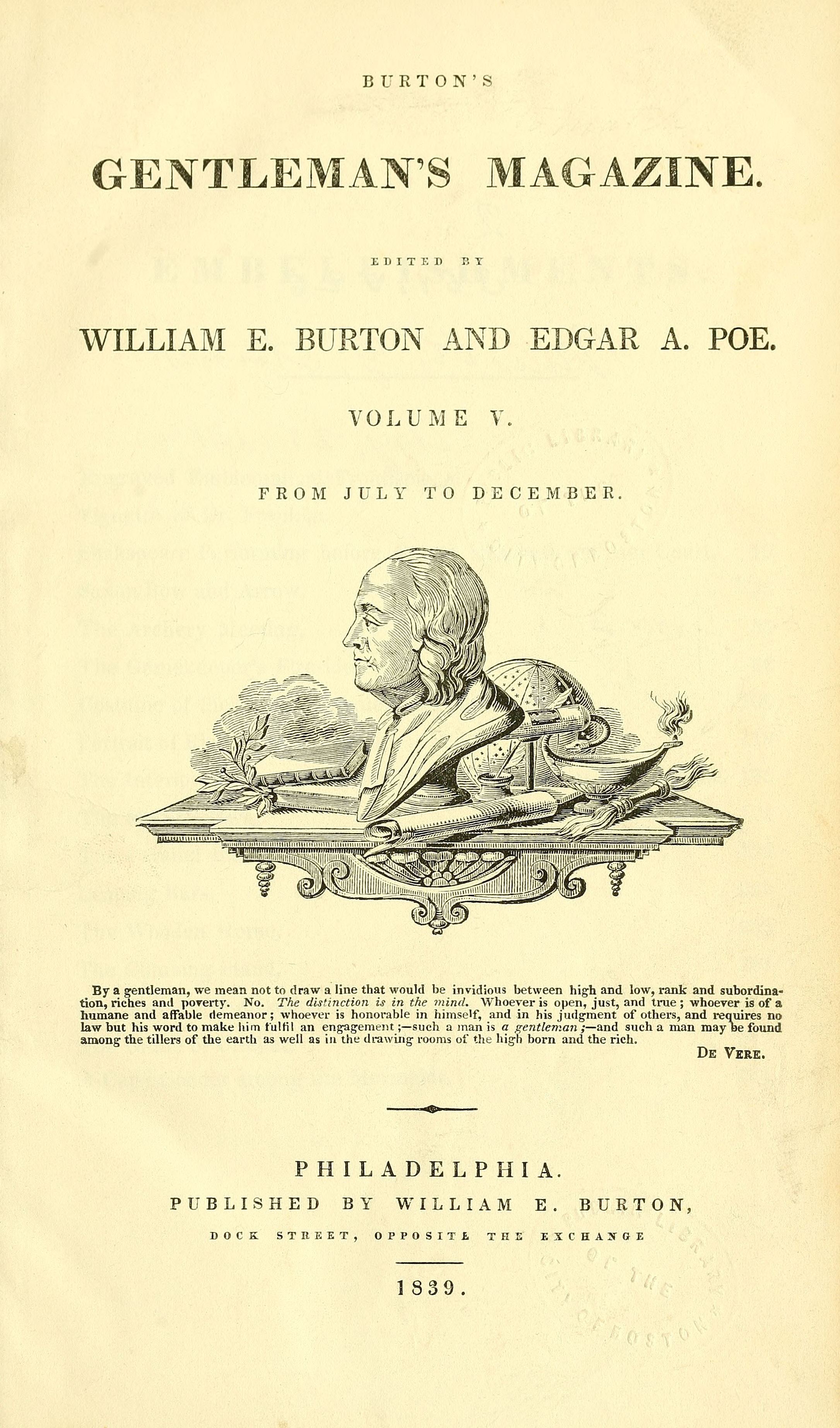
Portada del número de julio-diciembre de 1839, con los nombres de Burton y Poe.

El colaborador más famoso de la revista, editor durante una temporada, fue el escritor Edgar Allan Poe. En el número de junio de 1839 de la revista apareció el anuncio de que su dueño había «hecho arreglos con Edgar A. Poe, Lcdo., editor del Southern Literary Messenger, a fin de dedicar sus habilidades y experiencia a una parte de los compromisos editoriales de la Revista de Caballeros». Se acordó que Poe aportaría unas once páginas de material original por mes y que se le pagarían diez dólares semanales; además, su nombre aparecería colocado al lado del de Burton. En el Burton's, Poe publicó sus ahora célebres relatos "La caída de la casa Usher", "William Wilson", "Morella", el humorístico "El hombre que se gastó", y otros.
En 1841, Burton vendió la revista a George Rex Graham, que la fusionó con su publicación Atkinson's Casket para crear la Graham's Magazine.